# Sistema horario catalán

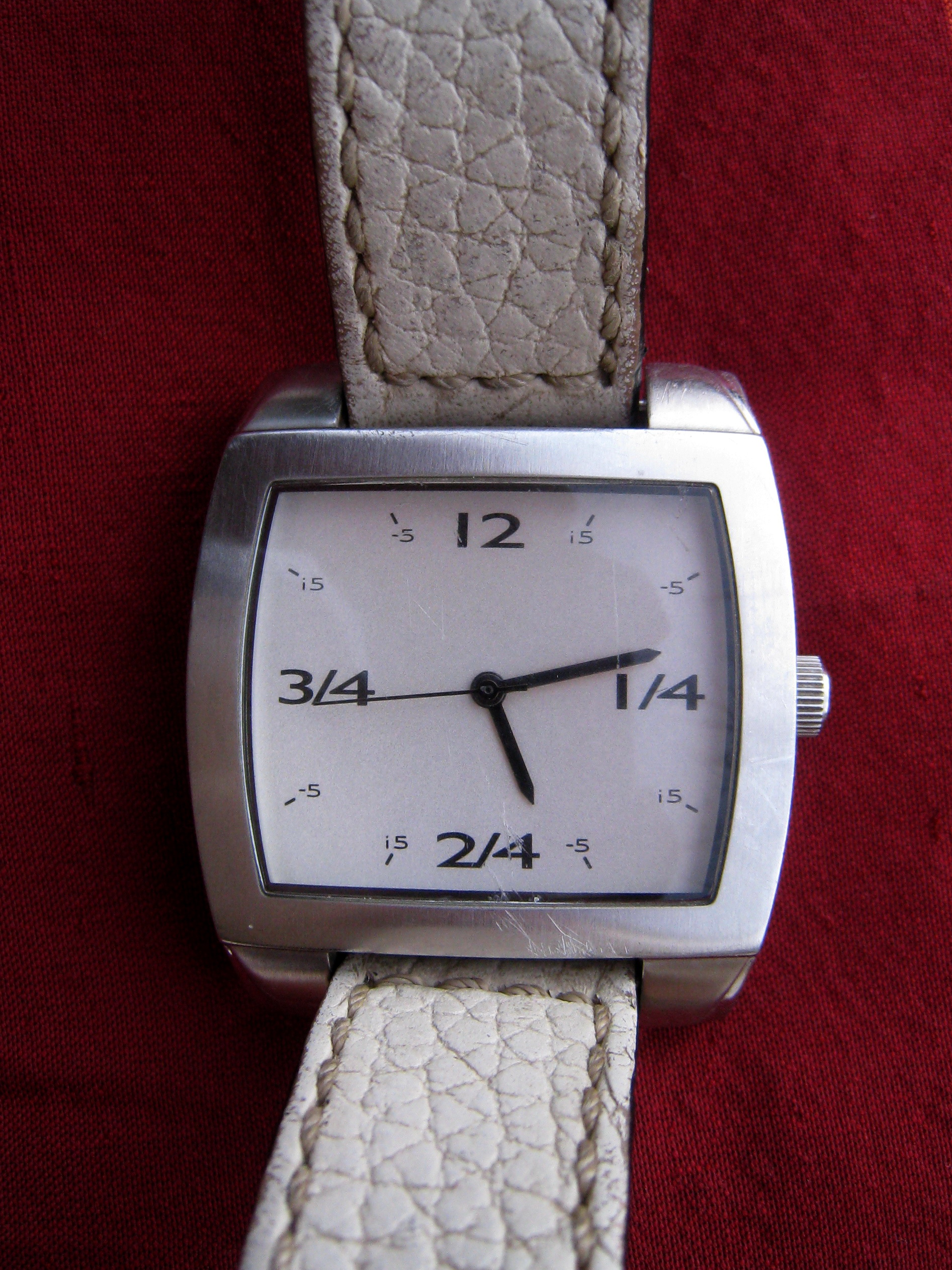
Un reloj de muñeca con el sistema horario catalán.

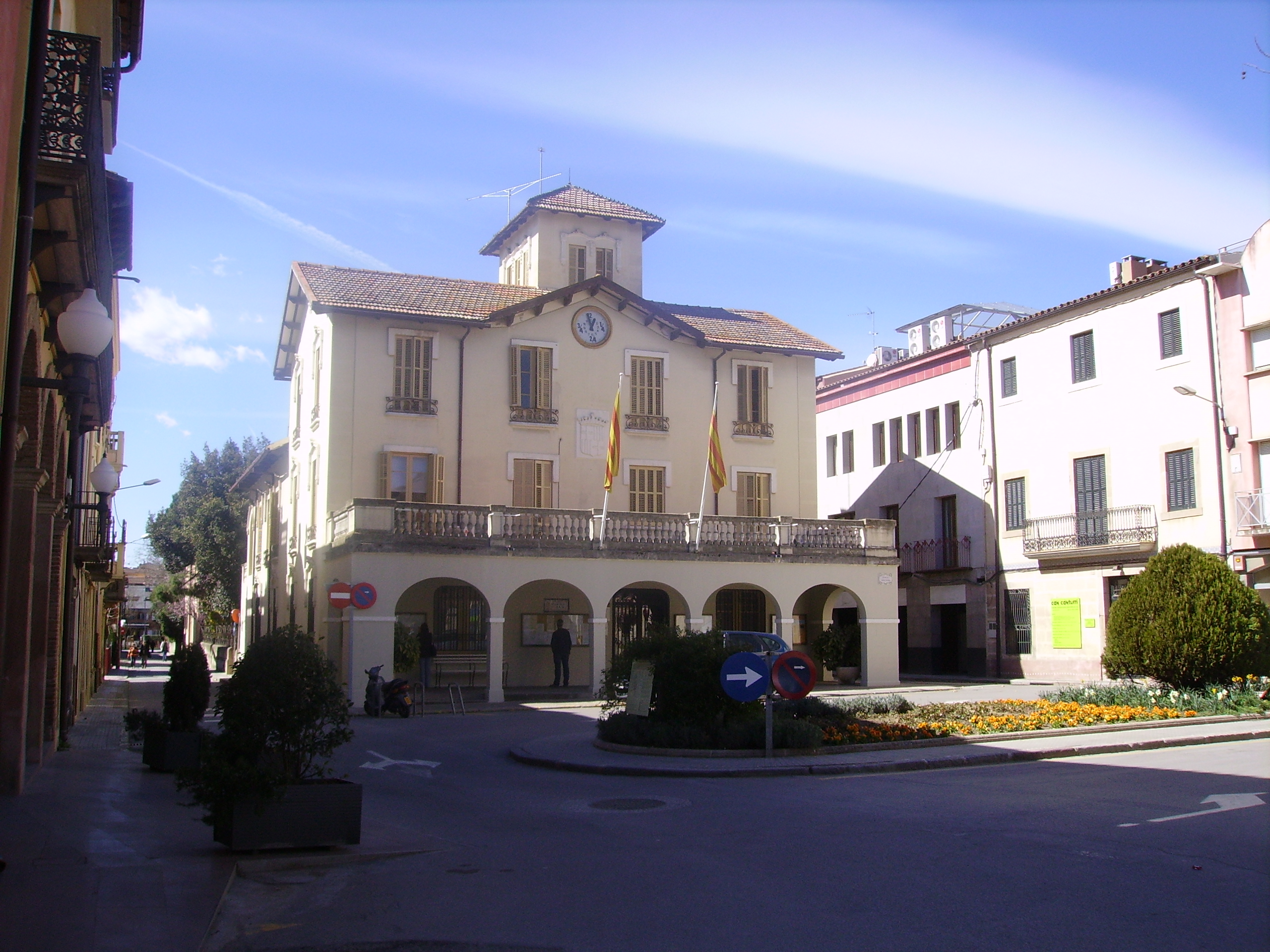
Fachada del ayuntamiento de Cardedeu (Barcelona) con un reloj dividido en cuartos.

El sistema horario catalán es la forma tradicional de indicar la hora en idioma catalán. Este sistema divide el día en cuartos de hora y el resto del tiempo se interpola en función de ellos. Las fracciones horarias son de la hora iniciada, teniendo en cuenta que la hora entera marcada por el reloj nos indica su final.
El tiempo se indica en cuartos y medios cuartos de hora, y cada uno de esos cuartos se avanza a la hora siguiente. Por ejemplo, las 10:15 son un quart d'onze («un cuarto de las once») y las 12:30 son dos quarts d'una («dos cuartos de la una»), mientras que las 19:53 son tres quarts i set minuts de vuit («tres cuartos y siete minutos de las ocho»).
Este sistema es exclusivo del idioma catalán. Su uso es mayoritario en Cataluña y Andorra, pero en otras zonas como la Comunidad Valenciana, Baleares o el Rosellón apenas se utiliza. La notación por cuartos de la hora venidera se produce también en el bajo alemán coloquial, aunque ambas lenguas no tienen ninguna relación. El origen está en los primeros relojes mecánicos, que no tenían esfera y daban las horas y los cuartos por campanadas, sonando un aviso cada cuarto de hora (primer cuarto, segundo cuarto, tercer cuarto) tras la hora en punto. De ahí, "han sonado tres cuartos" (respecto de la hora en punto). En Baleares y la Comunidad Valenciana comenzaron a establecerse relojes de esfera en los que la hora se leía directamente en las manecillas, por lo que este sistema no enraizó.

## Comparación de los sistemas
Se toma como referencia el sistema horario de 12 horas indicando, si fuera necesario, si son de la mañana (en catalán, matí), mediodía (migdia), tarde (tarda), atardecer (vespre), noche (nit) o madrugada (matinada). Las horas en punto se dicen igual que en el sistema tradicional.
Ejemplos de cuartos:
02:15 un quart de tres (un cuarto de las tres)
02:30 dos quarts de tres (dos cuartos de las tres)
02:45 tres quarts de tres (tres cuartos de las tres)
Se pueden decir los minutos avanzados o retrasados, con intervalos de cinco minutos.
02:05 les dues i cinc minuts (las dos y cinco minutos)
02:10 les dues i deu minuts (las dos y diez minutos)
02:20 un quart i cinc de tres (un cuarto y cinco de las tres)
02:25 un quart i deu de tres (un cuarto y diez de las tres) o dos quarts menys cinc de tres (dos cuartos menos cinco de las tres)
02:35: dos quarts i cinc de tres (dos cuartos y cinco de las tres)
Para evitar imprecisiones, se pueden indicar indistintamente los minutos que faltan o que pasan de cada cuarto:
07:13 dos minuts per a un quart de vuit (dos minutos para un cuarto de las ocho)
07:32 dos quarts i dos minuts de vuit (dos cuartos y dos minutos de las ocho)

### Medio cuarto
También se puede emplear "medio cuarto" para indicar siete minutos y treinta segundos de cada cuarto. Tradicionalmente, la unidad mínima de tiempo era el medio cuarto. Su origen se remonta a los relojes de sol, que entre hora y hora marcaban cuatro cuartos. Si la sombra se encontraba entre dos segmentos, se hablaba de un medio cuarto.
Ejemplos de medios cuartos:
03:07:30 mig quart de quatre (medio cuarto de las cuatro)
03:22:30 un quart i mig de quatre (un cuarto y medio de las cuatro)
03:37:30 dos quarts i mig de quatre (dos cuartos y medio de las cuatro)
03:52:30 tres quarts i mig de quatre (tres cuartos y medio de las cuatro)
También se utilizan expresiones para horas aproximadas con el "medio cuarto", como:
04:05 a 04:10 mig quart de cinc (medio cuarto de las cinco)
04:10 a 04:20 un quart de cinc (un cuarto de las cinco)
04:20 a 04:25 un quart i mig de cinc (un cuarto y medio de las cinco)
04:20 a 04:40 quarts de cinc (cuartos de cinco)

### Otros términos
Algunas expresiones para precisar unos minutos antes o después de los cuartos son:
05:14 vora un quart de sis (casi un cuarto de las seis)
05:29 gairebé dos quarts de sis (casi dos cuartos de las seis)
05:46 tres quarts tocats de sis (tres cuartos pasados de las seis)
06:01 les sis tocades (las seis pasadas)
07:00 les set en punt (las siete en punto)